# Trolleybus Biel/Bienne
| Trolleybus Biel/Bienne           | Trolleybus Biel/Bienne     |
| -------------------------------- | -------------------------- |
| Netzkarte Trolleybus Biel/Bienne |                            |
| Stromsystem:                     | 600 Volt =                 |
|                                  |                            |
| Betreiber:                       | Verkehrsbetriebe Biel (VB) |
| Eröffnung:                       | 19. Oktober 1940           |
| Linien:                          | 3                          |

Der Trolleybus Biel/Bienne ist das Trolleybus-System der schweizerischen Stadt Biel/Bienne, ein Teil des Netzes liegt auf dem Gebiet der Nachbarstadt Nidau. Die Verkehrsbetriebe Biel (VB) betreiben – neben diversen Autobus-Linien – drei Routen elektrisch. Alle drei sind Durchmesserlinien und verkehren in der Hauptverkehrszeit im 7,5-Minuten-Takt.

## Geschichte
Der Trolleybus Biel/Bienne ersetzte zwischen 1940 und 1948 sukzessive die Strassenbahn Biel. Die einzelnen Trolleybus-Streckenabschnitte gingen wie folgt in Betrieb:
| 19. Oktober 1940 | Bahnhof Biel–Mett (3,4 km)      | Linie 3 | Strassenbahnersatz |
| 16. Oktober 1948 | Bahnhof Biel–Nidau, Bahnhof     | Linie 2 | Strassenbahnersatz |
| November 1948    | Zentralplatz–Bözingen           | Linie 1 | Strassenbahnersatz |
| 25. August 1955  | Bahnhof Biel–Madretsch          | Linie 3 | Neuerschliessung   |
| 22. Mai 1966     | Bahnhof Biel–Vorhölzli (4,1 km) | Linie 4 | Neuerschliessung   |

Die Linie 3 wurde am 31. Mai 1992 wieder aufgelassen, die Linie 2 entfiel 1997 infolge einer weiteren Umstrukturierung des Netzes.

## Linien
| Linien | Strecke                      |
| ------ | ---------------------------- |
| 1      | Löhre–Stadien                |
| 3      | Mösliacker–Vorhölzli         |
| 4      | Nidau, Burgerallee–Vorhölzli |

Der Abschnitt Mösliacker–Biel, Bahnhof der Linie 3 und die Abschnitte Nidau, Burgeralle–Biel, Bahnhof und Mett, Bahnhof–Vorhölzli der Linie 4 werden im Batteriebetrieb befahren.

## Fahrzeuge
Für den Trolleybus Biel/Bienne wurden bisher folgende Fahrzeuge beschafft, die heute im Bestand befindlichen 20 Wagen sind grau hinterlegt. Davon werden beim 7,5-Minuten-Takt 16 gleichzeitig benötigt, beim Zehn-Minuten-Takt reichen zwölf Kurse aus.
| Bild | Nummern | Stück | Hersteller   | Elektrik     | Typ                    | Baujahre  | Art         | niederflurig |
| ---- | ------- | ----- | ------------ | ------------ | ---------------------- | --------- | ----------- | ------------ |
|      | 21–45   | 25    | Berna / Hess | SAAS         |                        | 1940–1959 | Solowagen   | nein         |
|      | 01–10   | 10    | FBW / R+J    | SAAS         | Tr51                   | 1966      | Solowagen   | nein         |
|      | 11–17   | 07    | FBW / R+J    | SAAS         | 91 T                   | 1980      | Solowagen   | nein         |
|      | 61–66   | 06    | Volvo / R+J  | BBC-Sécheron | B10M-55                | 1985      | Gelenkwagen | nein         |
|      | 67–72   | 06    | Volvo / R+J  | BBC-Sécheron | B10M-55                | 1988–1989 | Gelenkwagen | nein         |
|      | 80      | 01    | NAW / Hess   | ABB          | BGT-N Swisstrolley 1   | 1991      | Gelenkwagen | ja           |
|      | 81–90   | 10    | NAW / Hess   | Kiepe        | BGT-N2 Swisstrolley 2  | 1997      | Gelenkwagen | ja           |
|      | 51–60   | 10    | Hess         | Kiepe        | BGT-N2C Swisstrolley 3 | 2008      | Gelenkwagen | ja           |
|      | 91–100  | 10    | Hess         | Kiepe        | lighTram 19 DC         | 2018      | Gelenkwagen | ja           |

Der Swisstrolley-Prototyp wurde dabei erst 1996 als Ersatz für den im Januar gleichen Jahres ausgebrannten Wagen 61 übernommen. Bis dahin diente er dem Hersteller als Vorführwagen.
Zusätzlich standen früher zwölf Anhänger mit den Betriebsnummern 61 bis 72 zur Verfügung, sie wurden bis 1989 durch die ersten beiden Gelenkwagenserien mit gleichen Nummern ersetzt. Die Gelenktrolleys 61–66 waren ferner eine Gemeinschaftsbestellung mit den Wagen 62–66 des Trolleybus Bern. Ebenso die Wagen 81–90, die den Berner Trolleys 1–8 entsprachen.

### Verbleib der ausgemusterten Wagen
Folgende Trolleybusse wurden nach erfolgter Ausrangierung nach Rumänien abgegeben.
- 1998/98 nach Sibiu: Insgesamt 15 Wagen: 1–8, 10, 12–17, dort mit den Nummern 685–699. 2009 mit Einstellung des Oberleitungsbusbetriebs abgestellt.
- nach Brașov: 2008 die elf Wagen 62–72, dort gleiche Nummern. Bis 2021 durch Neuwagen ersetzt
- nach Mediaș: 2008 der Wagen 80. In Mediaș Nummer 663, Später 758. Dieser Wagen wurde 2021 abgestellt.

Die Swisstrolley 2 Nr. 81–90 wurden 2017 über einen Zwischenhändler nach Czernowitz in der Ukraine verkauft.
Die ehemaligen Wagen 9, 11 und 39 sind museal bei Vereinen erhalten geblieben. Ersterer ist in der Sammlung des Trolleybusvereins Schweiz. Der Trolleybus 21 ist im Eigentum der Verkehrsbetriebe Biel und kann als historisches Fahrzeug gemietet werden.